# Формула Єнсена
Формула Єнсена є твердженням у комплексному аналізі, що описує поведінку голоморфної в крузі функції в залежності від модулів нулів цієї функції. Твердження є важливим зокрема при вивченні цілих функцій.

## Твердження
Нехай {\displaystyle f} є голоморфною функцією в області комплексної площини, що містить замкнутий круг {\displaystyle {\overline {D(0,r)}}} з центром 0 і радіусом r і {\displaystyle \alpha _{1},\alpha _{2},\ldots ,\alpha _{N}} нулі {\displaystyle f} в {\displaystyle {\overline {D(0,r)}}}, враховуючи їх кратність.
Якщо {\displaystyle f(0)} не є рівним нулю, то
{\displaystyle \log |f(0)|=-\sum _{k=1}^{N}\log \left({\frac {r}{|\alpha _{k}|}}\right)+{\frac {1}{2\pi }}\int _{0}^{2\pi }\log |f(re^{\mathrm {i} \theta })|~\mathrm {d} \theta .}
Еквівалентно якщо {\displaystyle n(r)} позначає кількість нулів функції  {\displaystyle f} строго менших за модулем {\displaystyle r}, то
{\displaystyle \log |f(0)|+\int _{0}^{r}{\frac {n(s)}{s}}~\mathrm {d} s={\frac {1}{2\pi }}\int _{0}^{2\pi }\log |f(re^{\mathrm {i} \theta })|~\mathrm {d} \theta .}

## Доведення
- Припустимо спершу, що функція {\displaystyle f} не має нулів у {\displaystyle {\overline {D(0,r)}}}. У цьому випадку вона не має нулів у {\displaystyle D(0,r+\varepsilon )} для деякого малого {\displaystyle \varepsilon }. Оскільки {\displaystyle D(0,r+\varepsilon )} є однозв'язною і {\displaystyle f} не є рівною нулю, то існує функція {\displaystyle g}, що є голоморфною в {\displaystyle D(0,r+\varepsilon )}, така що {\displaystyle f=e^{g}}. Тому функція {\displaystyle \log(|f|)=\mathrm {Re} (g)}, дійсна частина голоморфної функції, є гармонічною в {\displaystyle D(0,r+\varepsilon )}. Зокрема вона є гармонічною в {\displaystyle D(0,r)} і неперервною в {\displaystyle {\overline {D(0,r)}}}. Згідно властивості середнього значення:{\displaystyle \log(|f(0)|)={\frac {1}{2\pi }}\int _{0}^{2\pi }\log(|f(re^{\mathrm {i} \theta })|)~\mathrm {d} \theta .}Це завершує першу частину  доведення.
- Припустимо що функція {\displaystyle f} має нулі в {\displaystyle {\overline {D(0,r)}}}, пронумеровані в такий спосіб: :{\displaystyle |\alpha _{1}|\leq \ldots \leq |\alpha _{m}|<r,\quad |\alpha _{m+1}|=\ldots =|\alpha _{N}|=r.}Позначимо{\displaystyle g(z)=f(z)\times \prod _{n=1}^{m}{\frac {r^{2}-{\overline {\alpha _{n}}}z}{r(\alpha _{n}-z)}}\times \prod _{n=m+1}^{N}{\frac {\alpha _{n}}{\alpha _{n}-z}}.}Функція {\displaystyle g} є голоморфною в {\displaystyle D(0,r+\varepsilon )} і не рівною нулю в {\displaystyle {\overline {D(0,r)}}}. Згідно  першої частини  доведення: {\displaystyle {\frac {1}{2\pi }}\int _{0}^{2\pi }\log(|g(re^{\mathrm {i} \theta })|)~\mathrm {d} \theta =\log(|g(0)|)=\log(|f(0)|)+\sum _{n=1}^{N}\log \left(\left|{\frac {r}{\alpha _{n}}}\right|\right).} Тому для завершення доведення достатньо показати, що {\displaystyle \int _{0}^{2\pi }\log(|g(re^{\mathrm {i} \theta })|)~\mathrm {d} \theta =\int _{0}^{2\pi }\log(|f(re^{\mathrm {i} \theta })|)~\mathrm {d} \theta }. Оскільки {\displaystyle \int _{0}^{2\pi }\log(|g(re^{\mathrm {i} \theta })|)~\mathrm {d} \theta =\int _{0}^{2\pi }\log(|f(re^{\mathrm {i} \theta })|)~\mathrm {d} \theta +\sum _{n=1}^{m}\int _{0}^{2\pi }\log(1)~\mathrm {d} \theta -\sum _{n=m+1}^{N}\int _{0}^{2\pi }\log \left(\left|1-e^{\mathrm {i} \theta }{\overline {\alpha _{n}}}/r\right|\right)~\mathrm {d} \theta } і, позначивши {\displaystyle \alpha _{n}=re^{\mathrm {i} \theta _{n}}} отримуємо:{\displaystyle \int _{0}^{2\pi }\log \left(\left|1-e^{\mathrm {i} \theta }{\overline {\alpha _{n}}}/r\right|\right)~\mathrm {d} \theta =\int _{-\theta _{n}}^{2\pi -\theta _{n}}\log(|1-e^{\mathrm {i} u}|)~\mathrm {d} u=\int _{0}^{2\pi }\log(|1-e^{\mathrm {i} v}|)~\mathrm {d} v=0}тож{\displaystyle \int _{0}^{2\pi }\log(|g(re^{\mathrm {i} \theta })|)~\mathrm {d} \theta =\int _{0}^{2\pi }\log(|f(re^{\mathrm {i} \theta })|)~\mathrm {d} \theta ,}, що завершує доведення.

## Застосування
- Фундаментальна теорема алгебри

Фундаментальна теорема алгебри стверджує, що кожен многочлен з комплексними коефіцієнтами степеня {\displaystyle k} має {\displaystyle k} коренів, враховуючи кратність.
Для теореми існує кілька доведень з використанням ідей комплексного аналізу. Зокрема для доведення можна використати формулу Єнсена.
Нехай маємо многочлен {\displaystyle P(X)=a_{0}+a_{1}X+\dots +a_{k}X^{k}} де {\displaystyle a_{k}} не дорівнює нулю. Припустимо також, що {\displaystyle a_{0}} не дорівнює нулю. Відображення {\displaystyle z\mapsto P(z)} є цілою функцією (тобто голоморфною в {\displaystyle \mathbb {C} }). Для великих за модулем комплексних чисел маємо {\displaystyle P(z)\sim a_{k}z^{k}}. Згідно з класичними методами порівняння розбіжних інтегралів маємо:
{\displaystyle {\frac {1}{2\pi }}\int _{0}^{2\pi }\log |P(re^{\mathrm {i} \theta })|~\mathrm {d} \theta \sim k\log r.}
Многочлен степеня {\displaystyle k} в {\displaystyle \mathbb {C} } має щонайбільше k комплексних коренів, враховуючи кратність. Тоді кількість коренів у крузі {\displaystyle n(r)} для достатньо великих {\displaystyle r} є константою, рівною кількості коренів многочлена {\displaystyle n_{0}}. Згідно з формулою Єнсена
{\displaystyle {\frac {1}{2\pi }}\int _{0}^{2\pi }\log |P(re^{\mathrm {i} \theta })|~\mathrm {d} \theta =\log |P(0)|+\int _{0}^{r}{\frac {n(s)}{s}}~\mathrm {d} s=n_{0}\log r+{\text{Constante}}.}
Після порівняння двох еквівалентностей {\displaystyle n_{0}=k}. Тобто многочлен {\displaystyle P} має {\displaystyle k} коренів, враховуючи кратність.
- Формула Єнсена використовується для оцінення кількості нулів голоморфних функцій. А саме, якщо f є голоморфною в крузі радіуса R з центром у точці z0 і якщо |f| є обмеженою числом M на межі круга, тоді кількість нулів f у крузі радіуса r<R з центром у цій же точці z0 не перевищує

{\displaystyle {\frac {1}{\log(R/r)}}\log {\frac {M}{|f(z_{0})|}}.}
Формула Єнсена є важливою у вивченні розподілу значень цілих і мероморфних функцій, зокрема теорії Неванлінни.
- Формула Єнсена для многочленів однієї змінної дозволяє обчислити міру Малера многочлена, тобто добуток коренів многочлена з модулем більшим 1.

## Узагальнення

### Мероморфні функції
Формулу Єнсена можна узагальнити для мероморфних функцій у {\displaystyle D}. Припустимо, що 
{\displaystyle f(z)=z^{l}{\frac {g(z)}{h(z)}},}
де g і h є голоморфними у {\displaystyle D}, з нулями у точках {\displaystyle a_{1},\ldots ,a_{n}\in \mathbb {D} \backslash \{0\}}
і
{\displaystyle b_{1},\ldots ,b_{m}\in \mathbb {D} \backslash \{0\}}
відповідно. Формула Єнсена для мероморфних функцій має вид
{\displaystyle \log \left|{\frac {g(0)}{h(0)}}\right|=\log \left|r^{m-n}{\frac {a_{1}\ldots a_{n}}{b_{1}\ldots b_{m}}}\right|+{\frac {1}{2\pi }}\int _{0}^{2\pi }\log |f(re^{i\theta })|\,d\theta .}

### Формула Пуассона — Єнсена
Формула Єнсена є наслідком більш загальної формули Пуассона — Єнсена, яка натомість випливає з формули Єнсена за допомогою перетворення Мебіуса застосованого до z. Цю формулу вперше вивів Рольф Неванлінна. Якщо функція f є голоморфою в одиничному крузі, з нулями  a1, a2, ..., an розміщеними всередині одиничного круга, то для кожного {\displaystyle z_{0}=r_{0}e^{i\varphi _{0}}} в одиничному крузі формула Пуассона — Єнсена має вигляд
{\displaystyle \log |f(z_{0})|=\sum _{k=1}^{n}\log \left|{\frac {z_{0}-a_{k}}{1-{\bar {a}}_{k}z_{0}}}\right|+{\frac {1}{2\pi }}\int _{0}^{2\pi }P_{r_{0}}(\varphi _{0}-\theta )\log |f(e^{i\theta })|\,d\theta .}
Тут,
{\displaystyle P_{r}(\omega )=\sum _{n\in \mathbb {Z} }r^{|n|}e^{in\omega }}
є ядром Пуассона в одиничному крузі.
Якщо функція f не має нулів в одиничному крузі, то формула Пуассона — Єнсена зводиться до
{\displaystyle \log |f(z_{0})|={\frac {1}{2\pi }}\int _{0}^{2\pi }P_{r_{0}}(\varphi _{0}-\theta )\log |f(e^{i\theta })|\,d\theta ,}
тобто до інтегральної формули Пуассона для гармонічної функції {\displaystyle \log |f(z)|}.